# Pietro Verri
Il conte Pietro Verri (Milano, 12 dicembre 1728 – Milano, 28 giugno 1797) è stato un nobile, filosofo, economista, storico e scrittore italiano; considerato tra i massimi esponenti dell'illuminismo italiano, è altresì ritenuto il fondatore della scuola illuministica milanese.

## Biografia
Pietro Verri nacque a Milano (allora appartenente all'impero asburgico) il 12 dicembre 1728 dal conte Gabriele (conte di Lucino con San Pedrino), magistrato e politico conservatore e da Barbara Dati della Somaglia, membri della nobiltà milanese. Ha tre fratelli: Alessandro, Carlo e Giovanni.
Avviati gli studi nel Collegio dei gesuiti di Brera, frequenta negli anni '50 l'Accademia dei Trasformati, dove conosce tra gli altri Giuseppe Parini. Fra il 1759 e il 1760 si arruola nell'esercito imperiale e prende parte brevemente alla Guerra dei Sette Anni (1756-1763).
Fermatosi a Vienna, intraprende la redazione delle Considerazioni sul commercio nello Stato di Milano, pubblicate poi nel 1763, che gli varranno il primo incarico di funzionario governativo; lo stesso anno pubblica anche le Meditazioni sulla felicità.

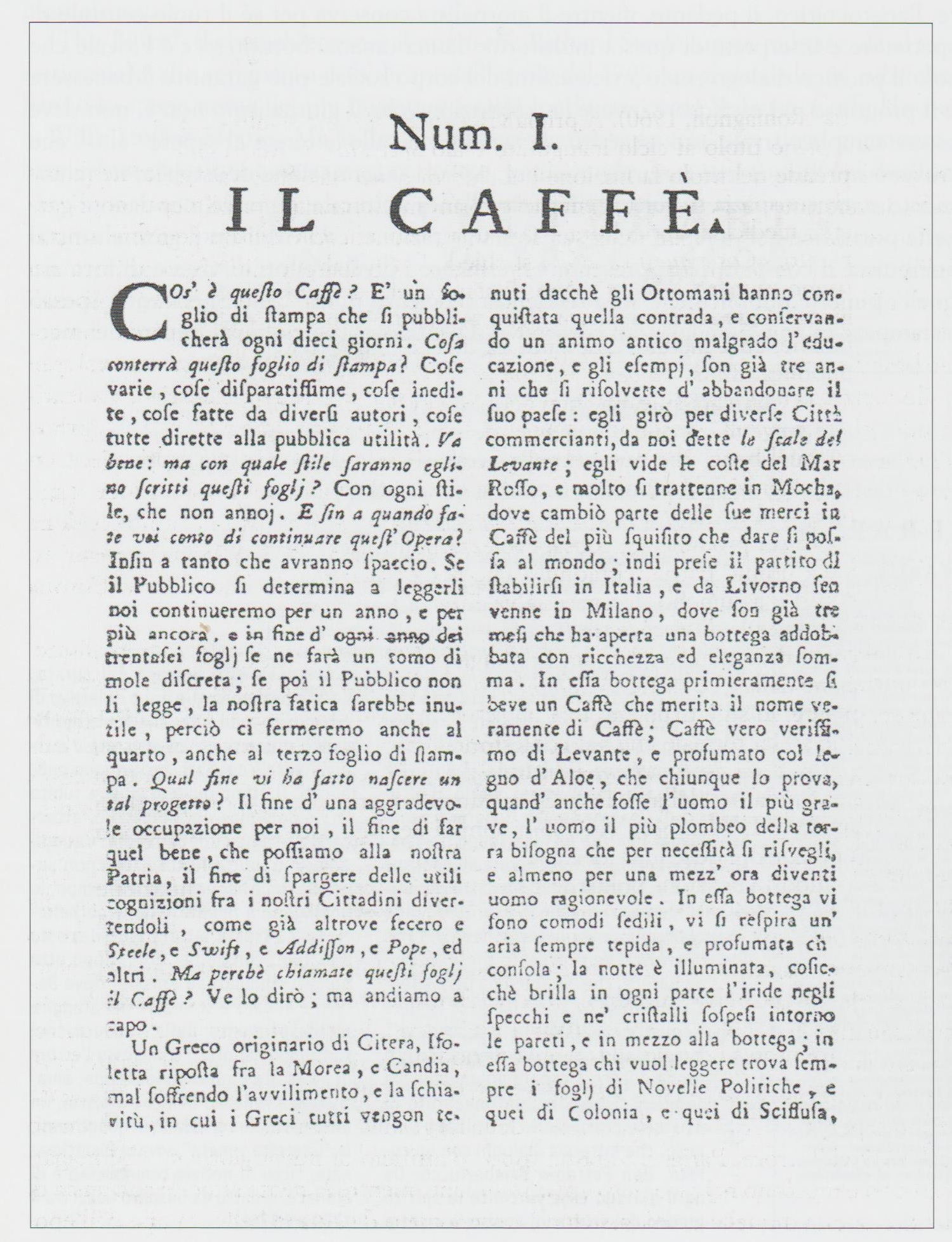
Frontespizio della rivista (1764).

Rientrato frattanto a Milano, nel 1761 vi fonda, insieme al fratello Alessandro Verri e agli amici Cesare Beccaria, Alfonso Longo, Pietro Francesco Secco Comneno, Giambattista Biffi e Luigi Stefano Lambertenghi, la cosiddetta Accademia dei Pugni, iniziale nucleo redazionale del foglio periodico Il Caffè, destinato a diventare il punto di riferimento del riformismo illuministico italiano. Il Caffè inizia le sue pubblicazioni nel giugno 1764 ed esce ogni dieci giorni, fino al maggio 1766, quando viene raccolto in due volumi. Tra gli articoli più importanti di Pietro Verri per Il Caffè vanno ricordati almeno gli Elementi del commercio (volume I, foglio 3), La commedia (I, 4-5), La medicina (I, 18), Su i parolai (II, 6).
Gli illuministi milanesi, e tra loro Verri, hanno rapporti epistolari anche con gli enciclopedisti francesi, tra cui Diderot, Voltaire e d'Holbach, mentre d'Alembert verrà anche a Milano per incontrare il circolo del Caffè.
Parallelamente all'impresa editoriale, Verri intraprende, con alcuni dei suoi sodali, la scalata politico-amministrativa del governo di Milano, allo scopo di mettere in opera le riforme propugnate nella rivista. Nel gennaio 1764 è nominato membro della Giunta per la revisione della "ferma" (appalto delle imposte ai privati) e nel 1765 del Supremo Consiglio dell'Economia. Quest'ultimo, presieduto da Gian Rinaldo Carli, altro collaboratore del Caffè, assegna a Cesare Beccaria la cattedra di Economia pubblica e ad Alfonso Longo quella di Diritto pubblico ecclesiastico nelle Scuole Palatine. Nel 1778 Verri, Beccaria, Frisi e Secco Comneno danno luogo alla Società patriottica milanese.

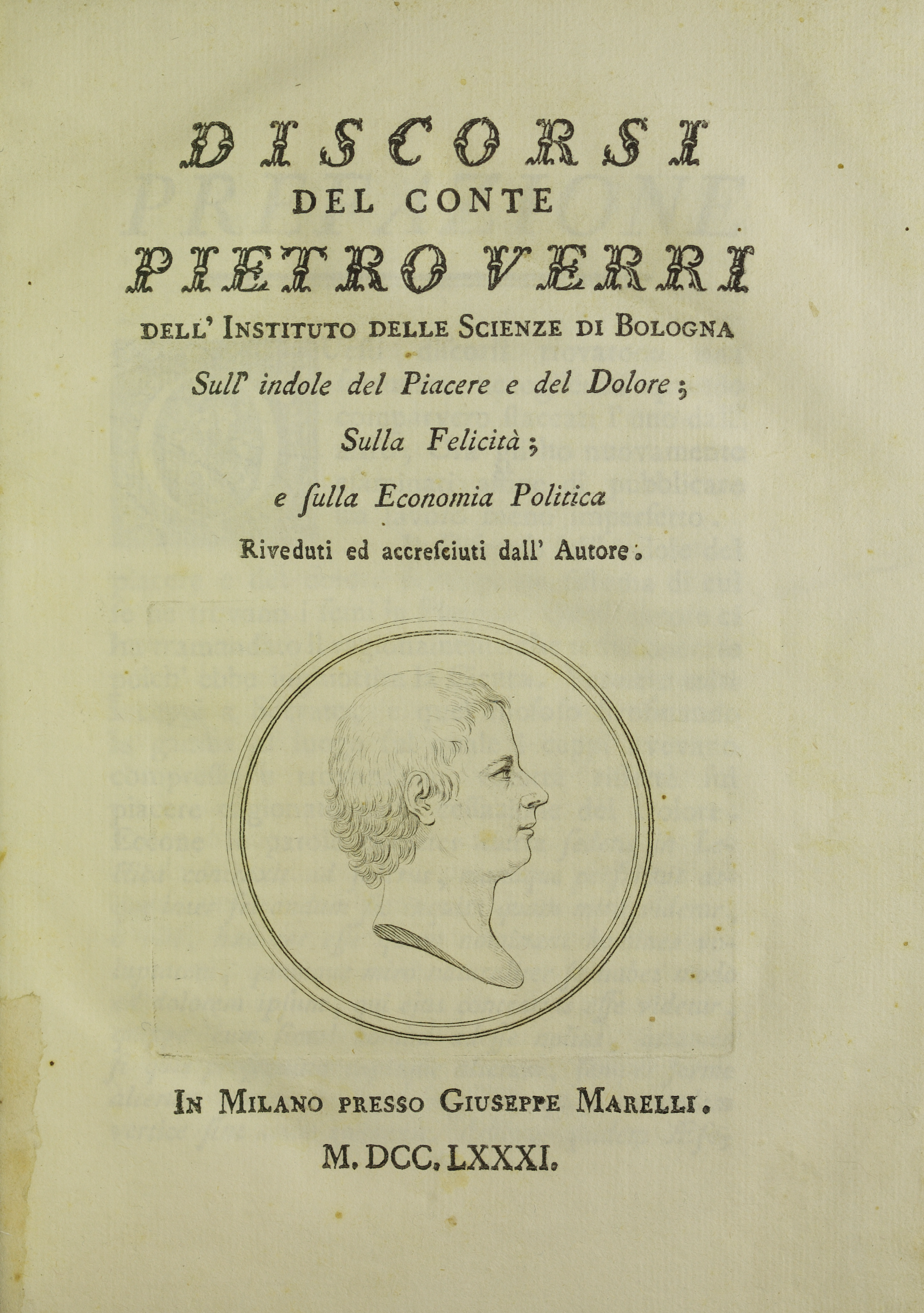
Sull'indole del piacere e del dolore, 1781

Risalgono a questi anni le Meditazioni sull'economia politica (1771), il Discorso sull'indole del piacere e del dolore (1773), che affronta temi sensistici che avranno grande importanza per Giacomo Leopardi, i Ricordi a mia figlia e le Osservazioni sulla tortura (1777). Il suo è uno stile asciutto e libero, pieno di trattenuto vigore.
Con la successione di Giuseppe II al trono d'Austria (1780), gli spazi per i riformisti milanesi si riducono, e a partire dal 1786 Verri lascia ogni incarico pubblico, assumendo un atteggiamento sempre più critico nei confronti del figlio di Maria Teresa. Pubblica frattanto la Storia di Milano (1783).
All'arrivo di Napoleone (1796), Verri sessantottenne prende parte, con i compagni di gioventù Alfonso Longo (1738-1804) e Luigi Stefano Lambertenghi (1739-1813), alla fondazione della Repubblica Cisalpina (1797), culla del tricolore italiano.
Muore il 28 giugno del 1797, poco dopo aver presieduto la commissione che assegna a Melchiorre Gioia il premio del concorso di idee sul futuro italiano, durante una seduta notturna della Municipalità milanese, della quale era membro assieme a personalità come Giuseppe Parini. Le sue spoglie sono conservate nella cappella di famiglia, visibile al pubblico, che si trova a latere del Santuario della Beata Vergine del Lazzaretto, nel comune di Ornago (MB).
Il fratello minore Giovanni, secondo alcuni sarebbe il padre naturale di Alessandro Manzoni, figlio di Giulia Beccaria e nipote di Cesare.

## Meriti e pensiero filosofico ed economico di Pietro Verri

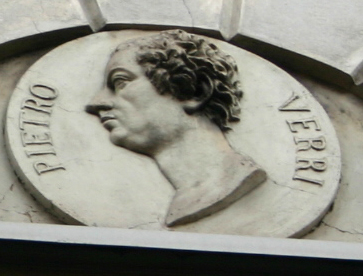
Medaglione col ritratto di Pietro Verri sulla casa di Cesare Beccaria a Milano.

Grazie alla sua opera come autore e come organizzatore Milano divenne il più importante centro dell'Illuminismo italiano. L'ipotesi di civiltà che scaturiva dalla figura intellettuale di Pietro Verri era forse troppo avanzata per poter essere adeguatamente raccolta dalla nostra cultura; e comunque lo colloca a pieno titolo tra le espressioni più alte dell'Illuminismo italiano.
Il grande merito storico di Pietro Verri consiste nel fatto di aver creato in Lombardia un grande centro di aggregazione illuminista, la rivista Il Caffè. Ciò che desta curiosità rimane il titolo con cui Pietro Verri scelse di intitolare la sua testata, dovuta al rilevante fenomeno della diffusione di caffè (bar), come luoghi dove poter intraprendere un libero e attuale dibattito culturale, politico e sociale.
Con i suoi scritti sul dolore e il piacere, Verri sottoscrisse le teorie di Helvétius, nonché il sensismo di Condillac, fondando sulla ricerca della felicità e del piacere l'attività dell'uomo. L'uomo, per Verri, tendeva a sé stesso, al piacere, quindi secondo Verri l'uomo è pervaso dall'idea del dolore, e il suo piacere non è altro che una momentanea interruzione di questo dolore; questa tesi è riscontrabile anche in Schopenhauer e in Leopardi e quest'ultimo potrebbe averla derivata da quella del Verri, essendo ispirato spesso dalla filosofia sensistica settecentesca. Per Verri quindi, la vera felicità dell'uomo non è quella personale, ma è quella a cui partecipa il collettivo, quasi fosse eutimia o atarassia. Anche Kant e Nietzsche apprezzeranno questa tesi.

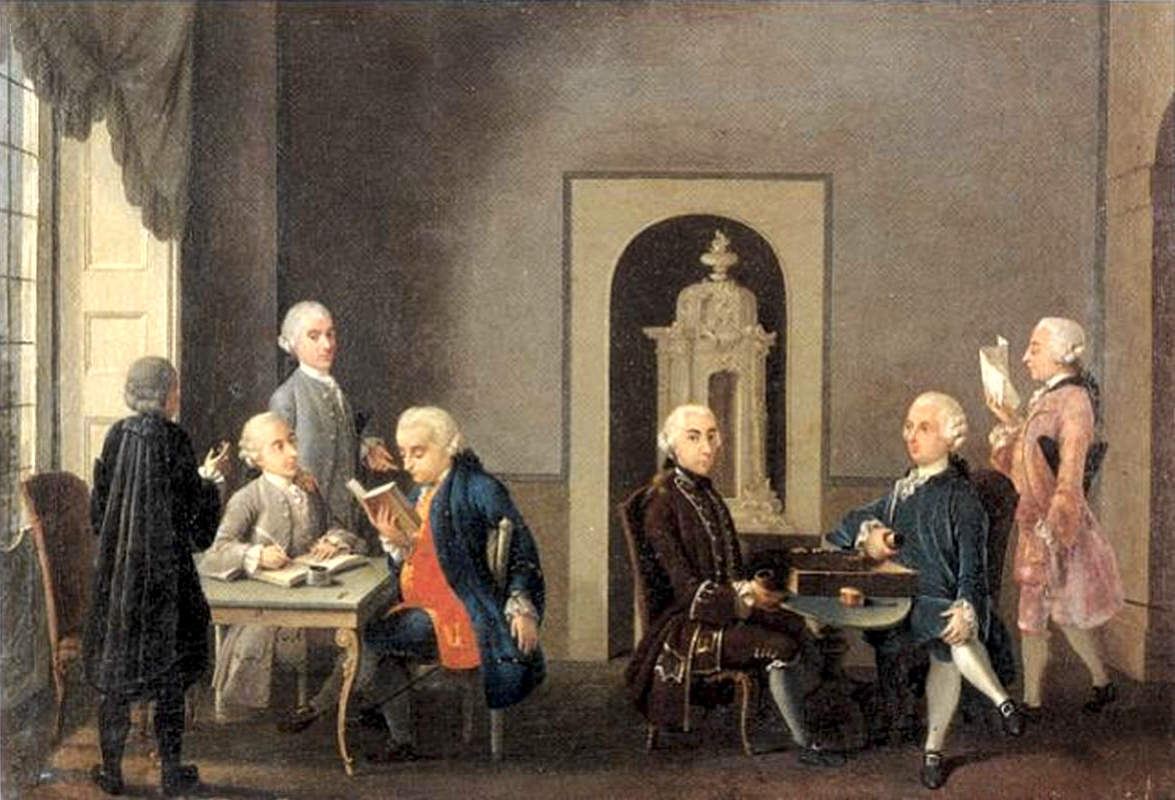
Antonio Perego, L'Accademia dei Pugni. Da sinistra a destra: Alfonso Longo (di spalle), Alessandro Verri, Giambattista Biffi, Cesare Beccaria, Luigi Stefano Lambertenghi, Pietro Verri, Giuseppe Visconti di Saliceto

Per quanto riguarda la politica e l'economia, il pensiero di Pietro Verri è controverso. Per quanto riguarda l'ambito economico, negli Elementi del Commercio (1769) e nella sua più grande opera economica Meditazioni sull'economia politica (1771), enunciò (anche, per primo, in forma matematica) le leggi di domanda e offerta, spiegò il ruolo della moneta come "merce universale", appoggiò il libero scambio e sostenne che l'equilibrio nella bilancia dei pagamenti è assicurato da aggiustamenti del prodotto interno lordo (quantità) e non del tasso di cambio (prezzo). Di conseguenza, può essere visto come precursore di Adam Smith, del marginalismo e persino di John Maynard Keynes; altri però notano come assuma atteggiamenti di difesa del concetto di proprietà privata e del mercantilismo.
Egli ritiene che solo la libera concorrenza tra eguali possa distribuire la proprietà privata: tuttavia pare favorevole principalmente alla piccola proprietà, per evitare il risorgere delle disuguaglianze.

## Osservazioni sulla tortura

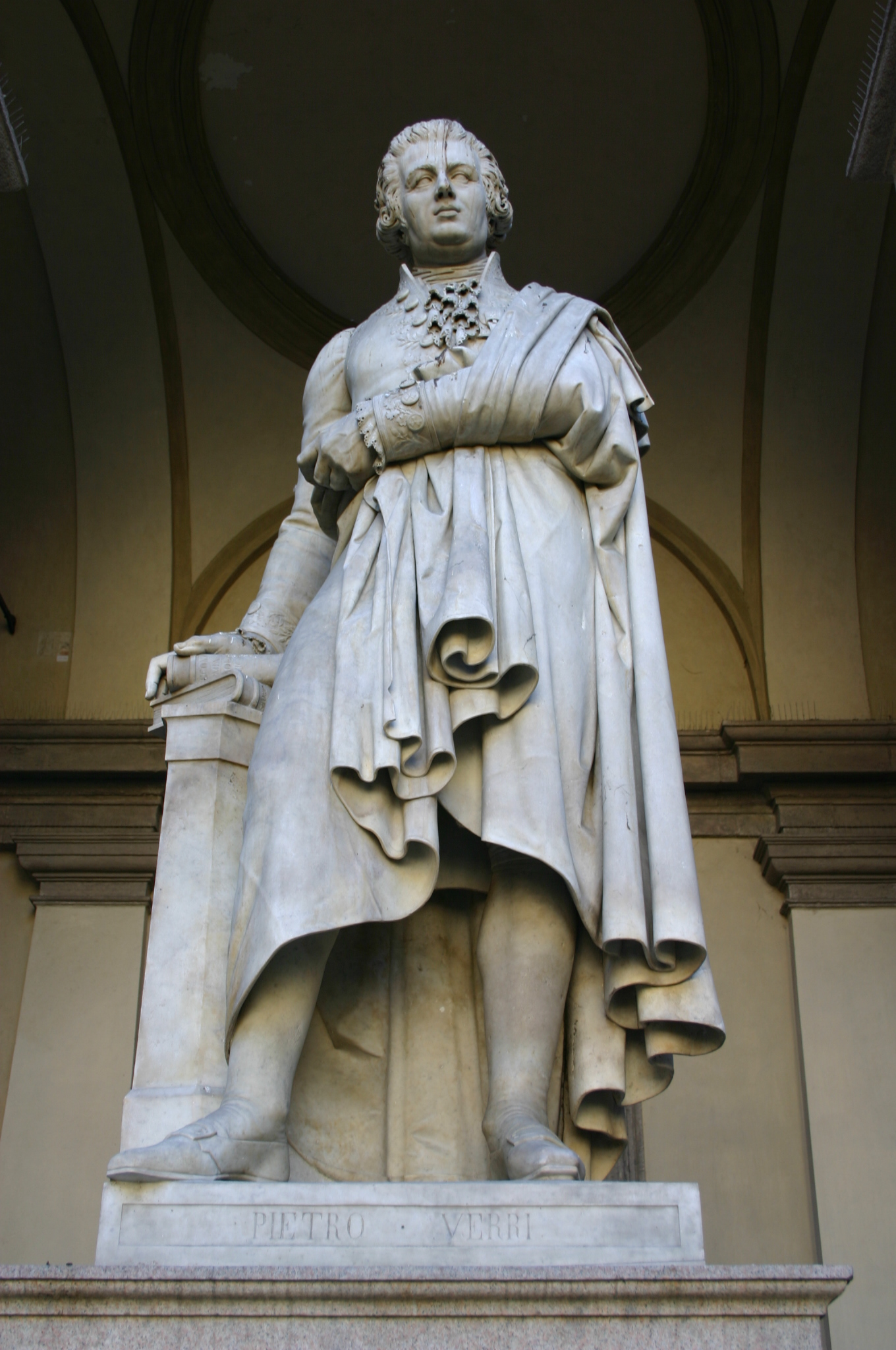
Il monumento a Pietro Verri nel cortile del Palazzo di Brera a Milano

Pietro Verri con le Osservazioni sulla tortura esprime la sua contrarietà all'uso della tortura, definendo ingiusto e antistorico un modello così efferato di giurisprudenza e auspicando l'abolizione di questi metodi. Verri cominciò la stesura dell'opuscolo già nel 1760, ma non lo pubblicò per non inimicarsi, con le pesanti critiche alla magistratura in esso contenute, il senato di Milano (tribunale) presso cui si stava decidendo dell'eredità del padre.
La grande opera del collega Beccaria Dei delitti e delle pene, terminata nel 1764, prende in parte le mosse proprio dalle bozze delle Osservazioni sulla tortura, oltre che dagli articoli de Il Caffè. Sarà forse a causa della irriconoscenza del Beccaria al supporto del Verri che i due scrittori e amici arriveranno al più acceso scontro.
Nella versione definitiva e aggiornata delle Osservazioni (1777), che sono in conclusione un invito ai magistrati a seguire le idee illuministe invece di irrigidirsi sulle posizioni conservatrici, la dialettica di Verri è cruda e basilare: la tortura è una crudeltà, perché se la vittima è innocente, subisce sofferenze non necessarie, mentre se colpisce un colpevole presumibile rischia di martoriare il corpo di un possibile innocente. Inoltre gli accusati rinunciano nella tortura alla loro difesa naturale istintiva, e ciò viola la legge di natura.
Verri apre la sua opera con la ricostruzione del processo agli untori del 1630, presentandolo sia come documento dell'ignoranza di un secolo non guidato dai "Lumi", sia come emblema del modo in cui leggi sbagliate portano a evidenti ingiustizie. Questa ricostruzione fornirà la base per la Storia della colonna infame di Alessandro Manzoni, che però la presenterà come testimonianza di ciò che accade quando uomini ingiusti detengono un grande potere, come all'epoca era quello del senato milanese.
L'opera di Verri non arriverà mai ad avere il successo che invece ebbe Dei delitti e delle pene, vuoi perché la maggior parte delle osservazioni in essa sviluppate erano già contenute nell'opera di Beccaria, vuoi per via dello stile di Verri, dotto e di difficile comprensione, che rendeva di per sé ardua la diffusione del testo, che pure conteneva molti ulteriori spunti rispetto all'opera del collega.

## Opere, scritti e discorsi
Le principali opere del Verri sono, in ordine cronologico:
- La Borlanda impasticciata con la concia, e trappola de sorci composta per estro, e dedicata per bizzaria alla nobile curiosita di teste salate dall'incognito d'Eritrea Pedsol riconosciuto, Festosamente raccolta, e fatta dare in luce dall'abitatore disabitato accademico bontempista, Adorna di varj poetici encomj, ed accresciuta di opportune annotazioni per opera di varj suoi coaccademici amici (1751)
- Il Gran Zoroastro ossia Astrologiche Predizioni per l'Anno 1758 (1758)
- Il Mal di Milza (1764)
- Diario militar (1759)
- Elementi del commercio (1760)
- Sul tributo del sale nello Stato di Milano (1761)
- Sulla grandezza e decadenza del commercio di Milano (1763)
- Dialogo tra Fronimo e Simplicio (detto anche Dialogo sul disordine delle monete nello Stato di Milano nel 1762) (1762)
- Considerazioni sul commercio nello Stato di Milano (giugno 1763)
- Orazione panegirica sulla giurisprudenza milanese (1763)
- Meditazioni sulla felicità (1763)
- Bilancio del commercio dello stato di Milano (1758, poi 1762)
- Il Caffè (1764-1766)
- Sull’innesto del vajuolo (1766)
- Memorie storiche sulla economia pubblica dello Stato di Milano (scritto 1768, pubblicato 1804)
- Riflessioni sulle leggi vincolanti il commercio dei grani (scritto 1769, pubblicato 1797)
- Meditazioni sulla economia politica con annotazioni (1771)
- Consulta su la riforma delle monete dello Stato di Milano (20 aprile 1772)
- Osservazioni sulla tortura (scritto 1776, pubblicato 1804)
- Ricordi a mia figlia (1777)
- Considerazioni sul commercio nello Stato di Milano
- Sull'indole del piacere e del dolore (1773-1781)
- Manoscritto da leggersi dalla mia cara figlia Teresa Verri per cui sola lo scrissi ne’ mesi di Settembre e Ottobre 1781 (1781)
- Storia di Milano (1783)
- Piano di organizzazione del Consiglio governativo ed istruzioni per il medesimo (1786)
- Precetti di Caligola e Claudio (1786-1788)
- Memoria cronologica dei cambiamenti pubblici dello Stato di Milano 1750-1791 (1791)
- Delle nozioni tendenti alla pubblica felicità (1791-1792)
- Pensieri di un buon vecchio che non è letterato (1796)
- Carteggio di Pietro e di Alessandro Verri (prima pubblicazione 1910)

### Edizioni
- Pietro Verri, Caffè. 1, In Venezia, Pietro Pizzolato, 1766. URL consultato il 22 giugno 2015.
- Pietro Verri, Caffè. 2, In Venezia, Pietro Pizzolato, 1766. URL consultato il 22 giugno 2015.
- Pietro Verri, Meditazioni sulla economia politica con annotazioni, Venezia, Giovanni Battista Pasquali, 1771. URL consultato il 22 giugno 2015.
- Pietro Verri, Meditazioni sulla economia politica, Livorno, Stamperia dell'Enciclopedia Livorno, 1772. URL consultato il 22 giugno 2015.
- Pietro Verri, Sull'indole del piacere e del dolore, In Milano, Giuseppe Marelli, 1781. URL consultato il 22 giugno 2015.
- Pietro Verri, Storia di Milano. 1, Milano, Società tipografica de' classici italiani, 1834. URL consultato il 22 giugno 2015.
- Pietro Verri, Storia di Milano. 2, Milano, Società tipografica de' classici italiani, 1835. URL consultato il 22 giugno 2015.

### Edizione nazionale
L'8 marzo 2000 il Ministero per i beni e le attività culturali ha deciso di avallare un'edizione nazionale delle opere di Pietro Verri. Il comitato, finanziato pubblicamente, dalla Fondazione Cariplo e da Banca Intesa Sanpaolo, è presieduto da Carlo Capra e composto da una ventina di studiosi e si basa, per la stesura delle opere, sull'Archivio Verri, donato dalla Contessa Luisa Sormani Andreani Verri alla "Fondazione Raffaele Mattioli per la storia del pensiero economico" nel 1981.
 Edizione nazionale delle opere di Pietro Verri.:
- Vol. 2 tomo 1: Scritti di economia, finanza e amministrazione, a cura di Giuseppe Bognetti, Angelo Moioli, Pierluigi Porta, Giovanna Tonelli, Roma, Edizioni di storia e letteratura, 2006, XXV + 831 pagg., ISBN 978-88-8498-351-0.
- Vol. 2 tomo 2: Scritti di economia, finanza e amministrazione, a cura di Giuseppe Bognetti, Angelo Moioli, Pierluigi Porta, Giovanna Tonelli, Roma, Edizioni di storia e letteratura, 2007, XV + 688 pagg., ISBN 978-88-8498-500-2.
- Vol. 3: I Discorsi e altri scritti degli anni Settanta, a cura di Giorgio Panizza, con la collaborazione di Silvia Contarini, Gianni Francioni, Sara Rosini, Roma, Edizioni di storia e letteratura, 2004, XVII + 692 pagg., ISBN 978-88-8498-219-3.
- Vol. 4: Storia di Milano, a cura di Renato Pasta, Roma, Edizioni di storia e letteratura, 2009, LII + 872 pagg., ISBN 978-88-6372-168-3.
- Vol. 5: Scritti di argomento familiare e autobiografico, a cura di Gennaro Barbarisi, Roma, Edizioni di storia e letteratura, 2003, XXI + 838 pagg., ISBN 978-88-8498-158-5.
- Vol. 6: Scritti politici della maturità, a cura di Carlo Capra, Roma, Edizioni di storia e letteratura, 2010, XXVII + 888 pagg., ISBN 978-88-6372-303-8.
- Vol. 7: Carteggio di Pietro e Alessandro Verri. 18 settembre 1782-16 maggio 1792, a cura di Gigliola Di Renzo Villata, Roma, Edizioni di storia e letteratura, 2012, XXXVI + 510 pagg., ISBN 978-88-6372-454-7.
- Vol. 8 tomo 1: Carteggio di Pietro e Alessandro Verri. 19 maggio 1792-31 marzo 1794, a cura di Sara Rosini, Roma, Edizioni di storia e letteratura, 2008, XXIX + 658 pagg.
- Vol. 8 tomo 2: Carteggio di Pietro e Alessandro Verri. 2 aprile 1794-8 luglio 1797, a cura di Sara Rosini, Roma, Edizioni di storia e letteratura, 2008, pagg. 662-1421, ISBN 978-88-6372-094-5.